# 13 (álbum de Indochine)
13 es el decimotercer álbum de estudio de la banda francesa Indochine, mezclado por Mick Guzauski y lanzado el 8 de septiembre de 2017. El álbum encabezó las listas francesas, suizas y belgas francesas (Valonia).
La banda promocionó el álbum con el 13 Tour.[cita requerida]

## Lista de canciones
1. "Black Sky" – 6:26
2. "2033" – 4:06
3. "Station 13" – 6:18
4. "Henry Darger" – 5:28
5. "La vie est belle" – 5:27
6. "Kimono dans l'ambulance" – 5:51
7. "Karma Girls" – 6:32
8. "Suffragettes BB" – 5:56
9. "Un été français" – 5:26
10. "TomBoy 1" (featuring Kiddy Smile) – 6:14
11. "Song for a Dream" – 5:33
12. "Cartagène" – 6:32
13. "Gloria" (featuring Asia Argento) – 7:08

Pistas adicionales en la edición deluxe
1. "Trump le monde" – 6:09
2. "La 13ème vague" – 4:59
3. "Station 13" (Long version) – 8:06
4. "Tomboy 2" – 6:01
5. "Henry Darger" (John Digweed & Nick Muir Remix) – 5:23
6. "Un été français" (Joachim Garraud Remix) – 5:09
7. "Station 13" (Vitalic Remix) – 6:12
8. "Station 13" (Talisco Remix) – 4:43

## Músicos
- Nicola Sirkis: Voz, piano, guitarra, bajo, sintetizadores
- Oli De Sat: Piano, guitarra, bajo, sintetizador, coros
- Boris: Guitarra
- Marc: Bajo
- Ludwig: Batería

## Posicionamiento en listas
| Chart (2017–2018)           | Peak position |
| --------------------------- | ------------- |
| Bélgica (Ultratop flamenca) | 42            |
| Bélgica (Ultratop valona)   | 1             |
| Francia (SNEP)              | 1             |
| Suiza (Schweizer Hitparade) | 1             |

| Chart (2017)                       | Position |
| ---------------------------------- | -------- |
| Belgian Albums (Ultratop Wallonia) | 2        |
| French Albums (SNEP)               | 19       |
| Swiss Albums (Schweizer Hitparade) | 70       |

| Chart (2018)                       | Position |
| ---------------------------------- | -------- |
| Belgian Albums (Ultratop Wallonia) | 17       |
| French Albums (SNEP)               | 17       |

| Chart (2019)                       | Position |
| ---------------------------------- | -------- |
| Belgian Albums (Ultratop Wallonia) | 83       |